# 山口知三
山口 知三（やまぐち ともぞう、1936年12月17日- 2021年12月9日）は、ドイツ文学者、京都大学文学部名誉教授。

## 人物・来歴
鹿児島に生まれる。京都大学文学部独文科卒、同志社大学助教授、1979年京都大学文学部独文科助教授、1990年主任教授、2000年定年退官。
1989年共著『ナチス通りの出版社』で日本出版学会賞。1994年「ドイツを追われた人びと 反ナチス亡命者の系譜」で文学博士。
トーマス・マンを研究、翻訳していたが、のち現代ドイツ史に移行。最後の著書『三つの国の物語 トーマス・マンと日本人』においては、「一九二〇年代から三〇年代にかけての日本におけるトーマス・マン受容を手がかりにして、日本のドイツ文学研究にたいするきびしい批判が展開された」。

## 著書
- 『ドイツを追われた人びと 反ナチス亡命者の系譜』人文書院 1991
- 『廃墟をさまよう人びと 戦後ドイツの知的原風景』人文書院 1996
- 『アメリカという名のファンタジー 近代ドイツ文学とアメリカ』鳥影社・ロゴス企画 2006
- 『激動のなかを書きぬく 20世紀前半のドイツの作家たち』鳥影社・ロゴス企画 2013
- 『三つの国の物語 トーマス・マンと日本人』鳥影社・ロゴス企画 2018

共著
- 『ナチス通りの出版社 ドイツの出版人と作家たち 1886-1950』平田達治・鎌田道生・長橋芙美子共著 人文書院 1989
- 『さあ窓をあけよう! 初級ドイツ語文法』加藤丈雄共著 朝日出版社 1999

### 翻訳
- トーマス・マン『非政治的人間の考察』全3巻  前田敬作共訳 筑摩書房・叢書 1968－71
- カーチャ・マン『夫トーマス・マンの思い出』筑摩書房 1975
- エーリヒ・ヘラー『トーマス・マン 反語的ドイツ人』前田敬作共訳 筑摩書房 1975
- K.シュレーター『トーマス・マン』理想社（ロ・ロ・ロ伝記叢書）1981
- アウグスト・ザンダー『20世紀の人間たち 肖像写真集 1892-1952』リブロポート 1991